# Straż Fabryczna Hird
Straż Fabryczna Hird (nor. Hirdens Bedriftsvern, HBV), zwana też  Hirdvaktbataljonen – ochotnicza kolaboracyjna formacja zbrojna złożona z Norwegów podczas II wojny światowej.
W marcu 1941 r. organizacja paramilitarna Hird, podporządkowana faszystowskiej partii Nasjonal Samling Vidkuna Quislinga, otrzymała uprawnienia policyjne. W marcu 1942 r. został sformowany pierwszy oddział Hird w sile batalionu, który był zorganizowany i uzbrojony na wzór jednostki wojskowej. Jego kadrę stanowili weterani Den Norske Legion. Przemianowano go na Straż Fabryczną Hird z zadaniami ochrony zakładów i infrastruktury przemysłowej w okupowanej Norwegii przed sabotażami ze strony ruchu oporu. Część oddziału pełniła też służbę w niemieckim obozie w miejscowości Berg. W 1943 r. HBV obok norweskiego SS i innych kolaboranckich formacji weszło w skład Norweskich Sił Zbrojnych współdziałających z Niemcami. Jego dowódcą był Oberst Hvoslef, a od grudnia 1944 r. – SS-Sturmbannführer Frode Halle, jednocześnie dowodzący Hirdens Alarmenheter. 
Żołnierze HBV nosili mundury Wehrmachtu z insygniami i stopniami norweskiej policji.